# Chabicsovszky György
Chabicsovszky György (18. század – 19. század) Kalocsa egyházmegyei katolikus pap.

## Élete
1783-tól 1785-ig Szabadkán volt káplán a Szent Teréz plébánián, 1786-tól 1800-ig Bikics (a mai Bácsbokod), 1801-től 1824-ig pedig Béreg plébánosa, emellett 1810 és 1824 között a Kalocsai főegyházmegye Főszékesegyházi (Kalocsai) főesperességében az Alsó-kalocsai kerület esperese volt. Ő írta 1800-ban az első magyarországi latin nyelvű méhészeti könyvet Apiarius systematicus, seu nova apum cultura címmel. Ebből a könyvből lehetett megtudni – többek között – azt, hogy 1799. december 19-én kancelláriai rendelet jelent meg arról, hogy „a méhészet előmozdítására való tekintetből a falvak körül különösen hárs- és akáczfák rendeltetnek ültettetni”.

## Műve
- Apiarius systematicus, seu nova apum cultura, Kalocsa, 1800.